# ISO 3166-2:MF
ISO 3166-2:MF — стандарт Международной организации по стандартизации, который определяет геокоды. Является подмножеством стандарта ISO 3166-2, относящимся к Сен-Мартену. Стандарт охватывает остров Сен-Мартена. Геокод состоит из: кода Alpa2 по стандарту ISO 3166-1 для островов Сен-Мартен — MF. Одновременно Сен-Мартену присвоен геокод второго уровня  — FR-MF как заморскому сообществу Франции. Геокод являются подмножеством кода домена верхнего уровня — MF, присвоенного Сен-Мартену в соответствии со стандартами ISO 3166-1.

## Геокоды Сен-Мартена
| Название   | Alpha2 | Alpha3 | цифровой | Геокод по ISO 3166-2 | Статус               |
| ---------- | ------ | ------ | -------- | -------------------- | -------------------- |
| Сен-Мартен | MF     | MAF    | 663      | FR-MF                | заморское сообщество |

## Геокоды пограничных Сен-Мартену государств
- Синт-Мартен — ISO 3166-2:SX (на юге),
- Ангилья — ISO 3166-2:AI (на западе и северо-западе (морская граница)),
- Сен-Бартельми — ISO 3166-2:BL (на востоке).